# Teresa Chapa Brunet
Teresa Chapa Brunet (San Sebastián, 24 de julio de 1952) es arqueóloga y catedrática de Prehistoria de la Universidad Complutense de Madrid.

## Biografía
Nació en San Sebastián, Guipúzcoa en 1952. Cursó estudios en la Facultad de Geografía e Historia de la Universidad Complutense de Madrid, en la que obtuvo su licenciatura en 1975, incorporándose como profesora ayudante con dedicación plena en esa misma Universidad en el curso 1976-1977. Obtuvo su doctorado en 1980, con la Tesis doctoral: La Escultura Zoomorfa en Piedra. En 1983 obtuvo su plaza de Profesora Titular de Universidad, y desde 1999 es Catedrática de Prehistoria.
Ha ocupado diversos cargos de gestión universitaria, como la dirección del departamento de prehistoria entre 2002 y el 2006, y el máster de arqueología en el curso 2006-2007. Desde 2013 es la directora del Centro de Asistencia a la Investigación (C.A.I.) de Arqueometría y análisis arqueológico de la Universidad Complutense de Madrid.
Sus líneas de investigación se centran en prehistoria; metodología arqueológica; arqueología funeraria; arqueología del Paisaje; iconografía; arqueometría; cultura ibérica.
Ha dirigido y codirigido excavaciones en sitios tan emblemáticos como El Santuario Ibérico del Cerro de los Santos (Montealegre del Castillo, Albacete). 1979-1981, el poblado y necrópolis ibérica de Los Castellones de Ceal (Hinojares, Jaén) 1985-1991; excavación arqueológica del asentamiento ibérico de El Pajarillo (Huelma, Jaén) 1994; la excavación arqueológica del Cerro de la Mesa (Alcolea de Tajo), campañas 2005 a 2015. Ha participado en numerosos proyectos de investigación, siendo la investigadora principal de algunos cómo “Escultura Ibérica. Estudio iconográfico, tecnológico e historiográfico".
Pertenece al Consejo Rector del Centro Andaluz de Arqueología Ibérica desde su creación, (hoy Instituto Universitario de Investigación en Arqueología Ibérica de la Universidad de Jaén) en abril de 1998, y desde 2016 es miembro correspondiente del Instituto Arqueológico Alemán.
Es autora de obras como La Escultura Ibérica Zoomorfa (1985); y coautora de otras obras de referencia como La necrópolis ibérica de Los Castellones de Céal (Hinojares, Jaén) (1998); El santuario heroico de El Pajarillo (Huelma, Jaén) (1998); “Arqueología del Trabajo. El ciclo de la vida en un poblado ibérico” (2007). 
En 2007 fue una de las impulsoras y organizadoras del Congreso Internacional sobre la Dama de Baza, que supuso la presentación de un amplio número de aportaciones y nuevas lecturas, cuya publicación, La Dama de Baza. Un viaje femenino al más allá, vio la luz en 2010.